# Lijst van voetbalinterlands Roemenië - Tsjecho-Slowakije
Deze lijst van voetbalinterlands is een overzicht van alle officiële voetbalwedstrijden tussen de nationale teams van Roemenië en Tsjecho-Slowakije. De landen speelden 29 keer tegen elkaar. De eerste ontmoeting, een vriendschappelijke wedstrijd, werd gespeeld in Cluj op 1 juli 1923. Het laatste duel, een kwalificatiewedstrijd voor het Wereldkampioenschap voetbal 1994, vond plaats op 2 juni 1993 in Košice.

## Wedstrijden
| №  | Plaats      | Datum             | Competitie           | Wedstrijd                    | Uitslag |
| -- | ----------- | ----------------- | -------------------- | ---------------------------- | ------- |
| 1  | Cluj        | 1 juli 1923       | Vriendschappelijk    | Roemenië − Tsjecho-Slowakije | 0 − 6   |
| 2  | Praag       | 31 augustus 1924  | Vriendschappelijk    | Tsjecho-Slowakije − Roemenië | 4 − 1   |
| 3  | Triëst      | 27 mei 1934       | WK 1934              | Tsjecho-Slowakije − Roemenië | 2 − 1   |
| 4  | Boekarest   | 18 april 1937     | Vriendschappelijk    | Roemenië − Tsjecho-Slowakije | 1 − 1   |
| 5  | Praag       | 4 december 1938   | Vriendschappelijk    | Tsjecho-Slowakije − Roemenië | 6 − 2   |
| 6  | Boekarest   | 21 september 1947 | Vriendschappelijk    | Roemenië − Tsjecho-Slowakije | 2 − 6   |
| 7  | Boekarest   | 4 juli 1948       | Vriendschappelijk    | Roemenië − Tsjecho-Slowakije | 2 − 1   |
| 8  | Praag       | 22 mei 1949       | Vriendschappelijk    | Tsjecho-Slowakije − Roemenië | 3 − 2   |
| 9  | Boekarest   | 21 mei 1950       | Vriendschappelijk    | Roemenië − Tsjecho-Slowakije | 1 − 1   |
| 10 | Praag       | 20 mei 1951       | Vriendschappelijk    | Tsjecho-Slowakije − Roemenië | 2 − 2   |
| 11 | Boekarest   | 11 mei 1952       | Vriendschappelijk    | Roemenië − Tsjecho-Slowakije | 3 − 1   |
| 12 | Praag       | 14 juni 1953      | WK 1954 kwalificatie | Tsjecho-Slowakije − Roemenië | 2 − 0   |
| 13 | Boekarest   | 25 oktober 1953   | WK 1954 kwalificatie | Roemenië − Tsjecho-Slowakije | 0 − 1   |
| 14 | Boekarest   | 22 mei 1960       | EK 1960 kwalificatie | Roemenië − Tsjecho-Slowakije | 0 − 2   |
| 15 | Bratislava  | 29 mei 1960       | EK 1960 kwalificatie | Tsjecho-Slowakije − Roemenië | 3 − 0   |
| 16 | Boekarest   | 30 mei 1965       | WK 1966 kwalificatie | Roemenië − Tsjecho-Slowakije | 1 − 0   |
| 17 | Praag       | 19 september 1965 | WK 1966 kwalificatie | Tsjecho-Slowakije − Roemenië | 3 − 1   |
| 18 | Guadalajara | 6 juni 1970       | WK 1970              | Tsjecho-Slowakije − Roemenië | 1 − 2   |
| 19 | Bratislava  | 16 mei 1971       | EK 1972 kwalificatie | Tsjecho-Slowakije − Roemenië | 1 − 0   |
| 20 | Boekarest   | 14 november 1971  | EK 1972 kwalificatie | Roemenië − Tsjecho-Slowakije | 2 − 1   |
| 21 | Praag       | 31 maart 1975     | Vriendschappelijk    | Tsjecho-Slowakije − Roemenië | 1 − 1   |
| 22 | Boekarest   | 22 september 1976 | Vriendschappelijk    | Roemenië − Tsjecho-Slowakije | 1 − 1   |
| 23 | Praag       | 6 oktober 1976    | Vriendschappelijk    | Tsjecho-Slowakije − Roemenië | 3 − 2   |
| 24 | Brno        | 18 mei 1980       | Vriendschappelijk    | Tsjecho-Slowakije − Roemenië | 2 − 1   |
| 25 | Boekarest   | 15 mei 1983       | EK 1984 kwalificatie | Roemenië − Tsjecho-Slowakije | 0 − 1   |
| 26 | Bratislava  | 30 november 1983  | EK 1984 kwalificatie | Tsjecho-Slowakije − Roemenië | 1 − 1   |
| 27 | Nitra       | 5 september 1989  | Vriendschappelijk    | Tsjecho-Slowakije − Roemenië | 2 − 0   |
| 28 | Boekarest   | 14 november 1992  | WK 1994 kwalificatie | Roemenië − Tsjecho-Slowakije | 1 − 1   |
| 29 | Košice      | 2 juni 1993       | WK 1994 kwalificatie | Tsjecho-Slowakije − Roemenië | 5 − 2   |

## Samenvatting
| Competitie        | Totaal gespeeld | Winst Roemenië | Gelijk | Winst Tsjecho-Slowakije | Doelsaldo Roemenië – Tsjecho-Slowakije |
| ----------------- | --------------- | -------------- | ------ | ----------------------- | -------------------------------------- |
| WK-eindronde      | 2               | 1              | 0      | 1                       | 3 − 3                                  |
| WK-kwalificatie   | 6               | 1              | 1      | 4                       | 3 − 9                                  |
| EK-kwalificatie   | 6               | 1              | 1      | 4                       | 3 − 9                                  |
| Vriendschappelijk | 15              | 2              | 5      | 8                       | 23 − 43                                |
| Totaal            | 29              | 5              | 7      | 17                      | 32 − 64                                |